# ヴォイチェフ・ヒナイス
ヴォイチェフ・ヒナイス（Vojtěch Antonín Hynais、1854年12月14日 - 1925年8月22日）はチェコの画家である。

## 略歴
ウィーンでチェコ出身の仕立て屋の息子に生まれた。チェコ出身に誇りを持つ父親からチェコ語の教育を受けた。貧しかったので、子供たちに絵を教えて学資を稼いだ1870年、16歳でウィーン美術アカデミーに入学し、カール・ヴュルツィンガー、アウグスト・アイゼンメンガーに学んだ。アカデミーの「イタリア奨学金」を獲得して1875年から1876年までローマに滞在し、ローマではルネサンスの巨匠の作品を模写して修行した。1878年にパリに移り、パリ国立高等美術学校で、ジャン＝レオン・ジェロームらに学んだ。フランスで結婚した後、家族を養うために商業美術の仕事やセーブルの陶器のデザインもした。パリで活動する間もチェコの芸術家やパトロンと付き合った、1886年にプラハに移った。
プラハでは、ヒナイスは当初、プラハの国民劇場などの公共施設の装飾画家として有名になり、ウィーンのバーグシアターの天井画も描いた。
1894年に有力な建築家ヨセフ・ハラーフカ(Josef Hlávka)の推薦でプラハ芸術アカデミーの教授になり、その仕事を亡くなるまで続けた。
1925年に70歳で死去した。作品の多くはプラハ国立美術館に収蔵されている。

## 作品

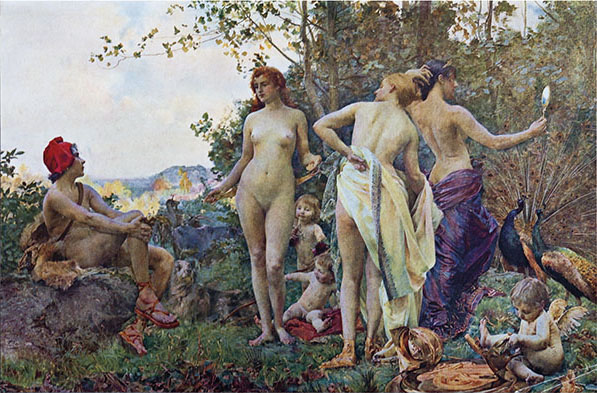
パリスの審判 (1894)
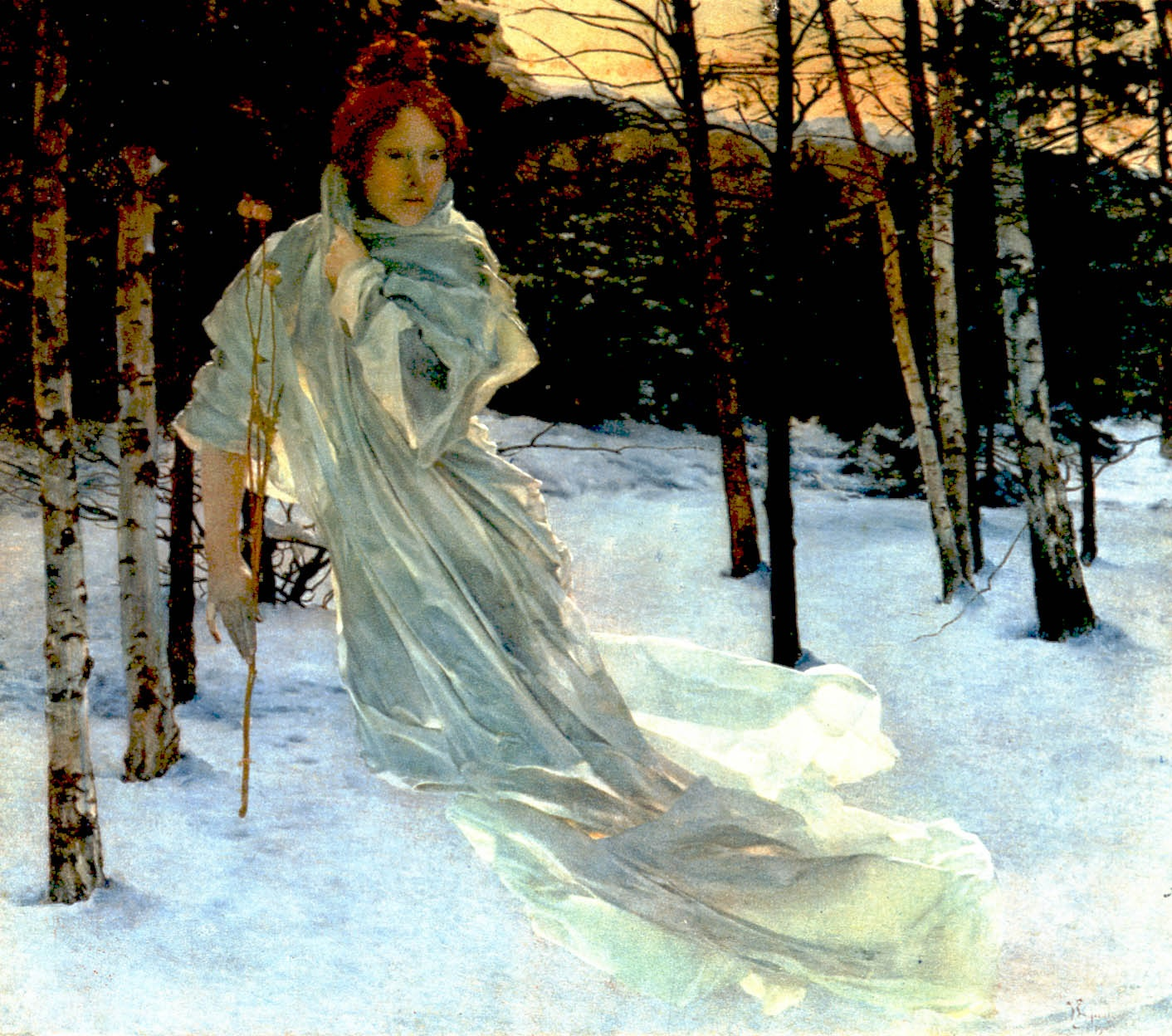
冬 (c.1890)
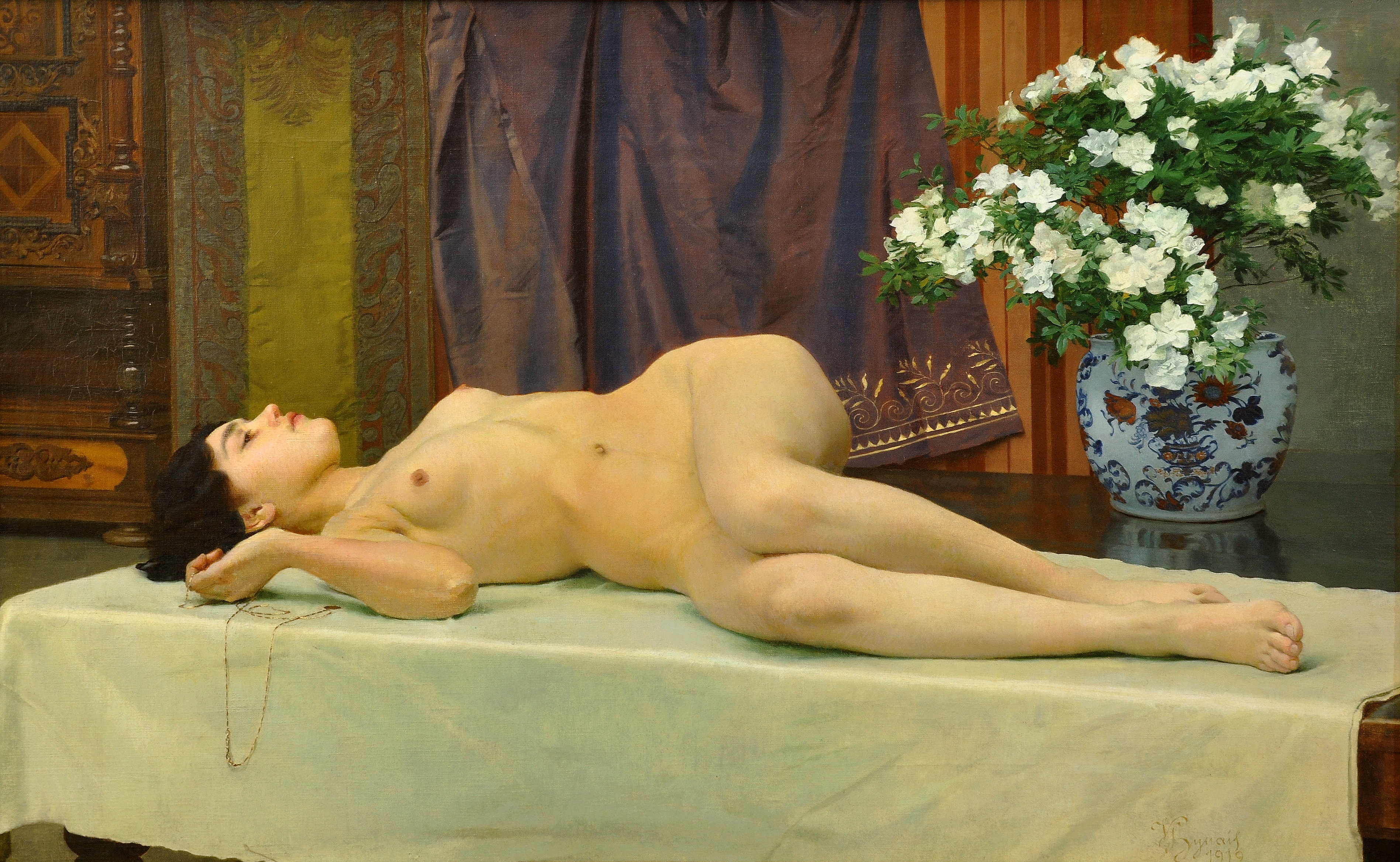
横たわるヌード (1912)

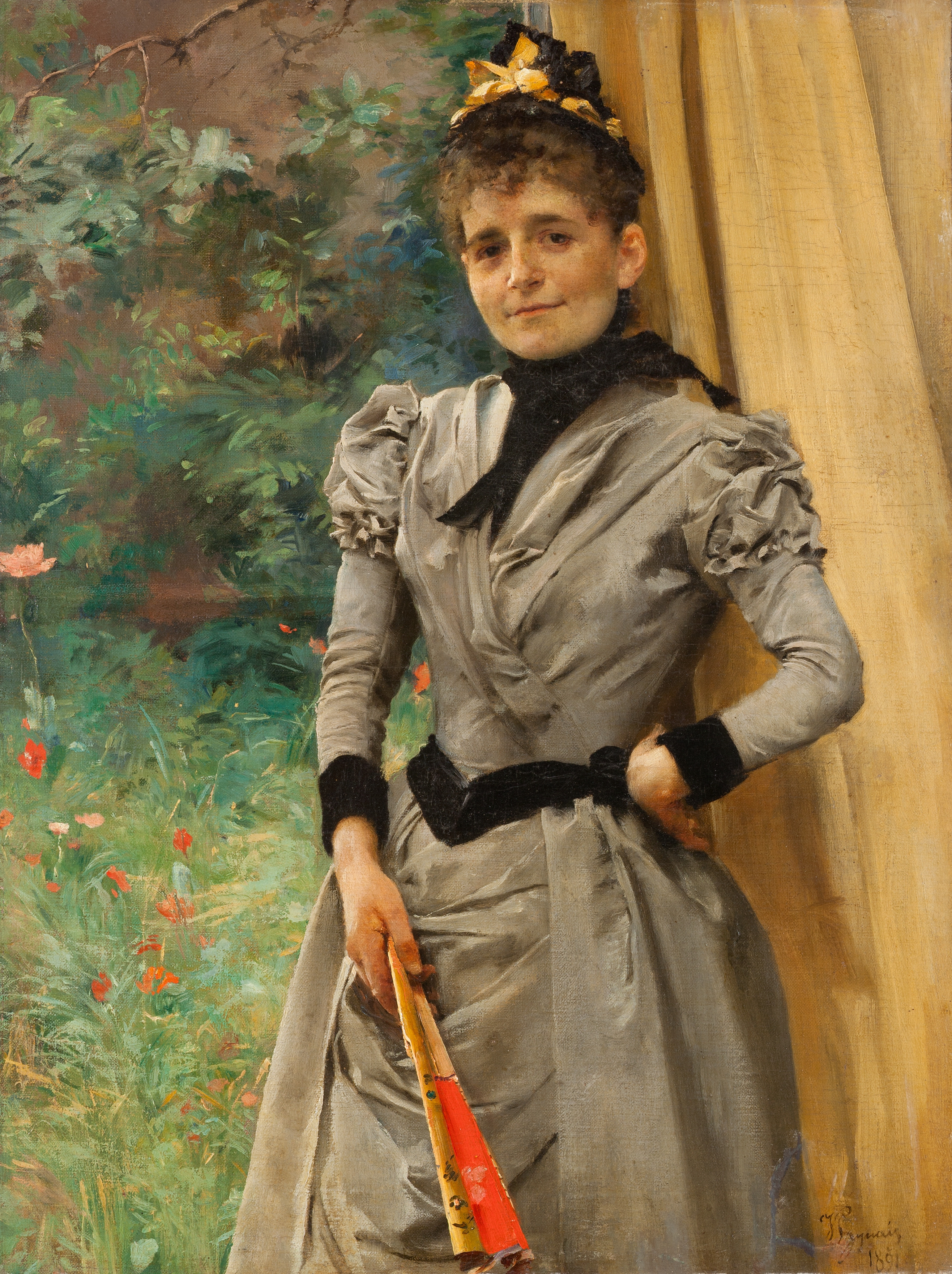
扇を持った婦人像
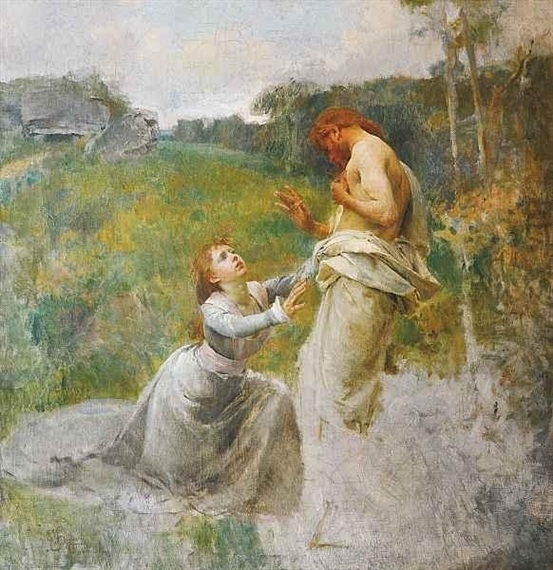
キリストとマグダラのマリア
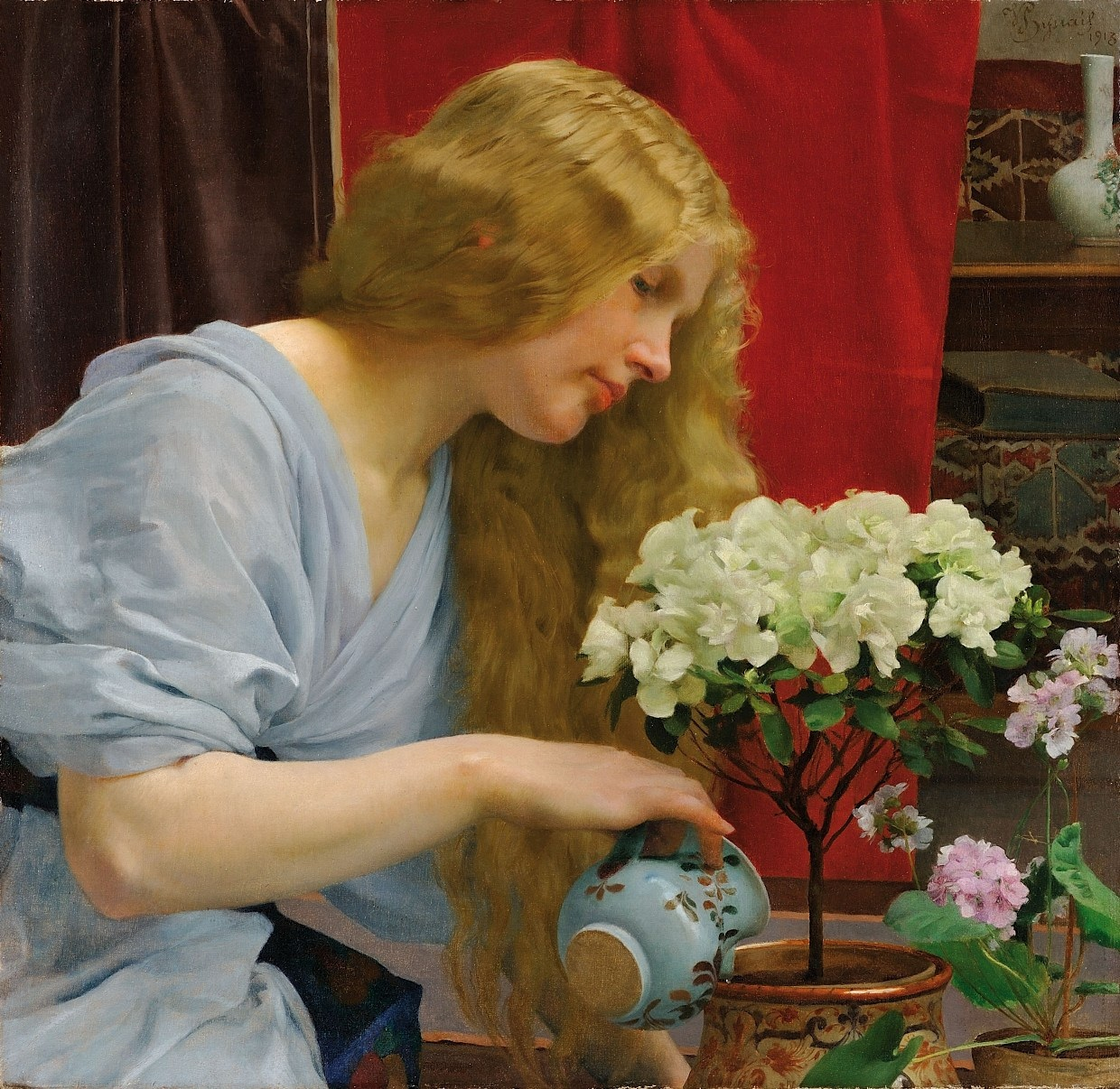
アザリアと少女
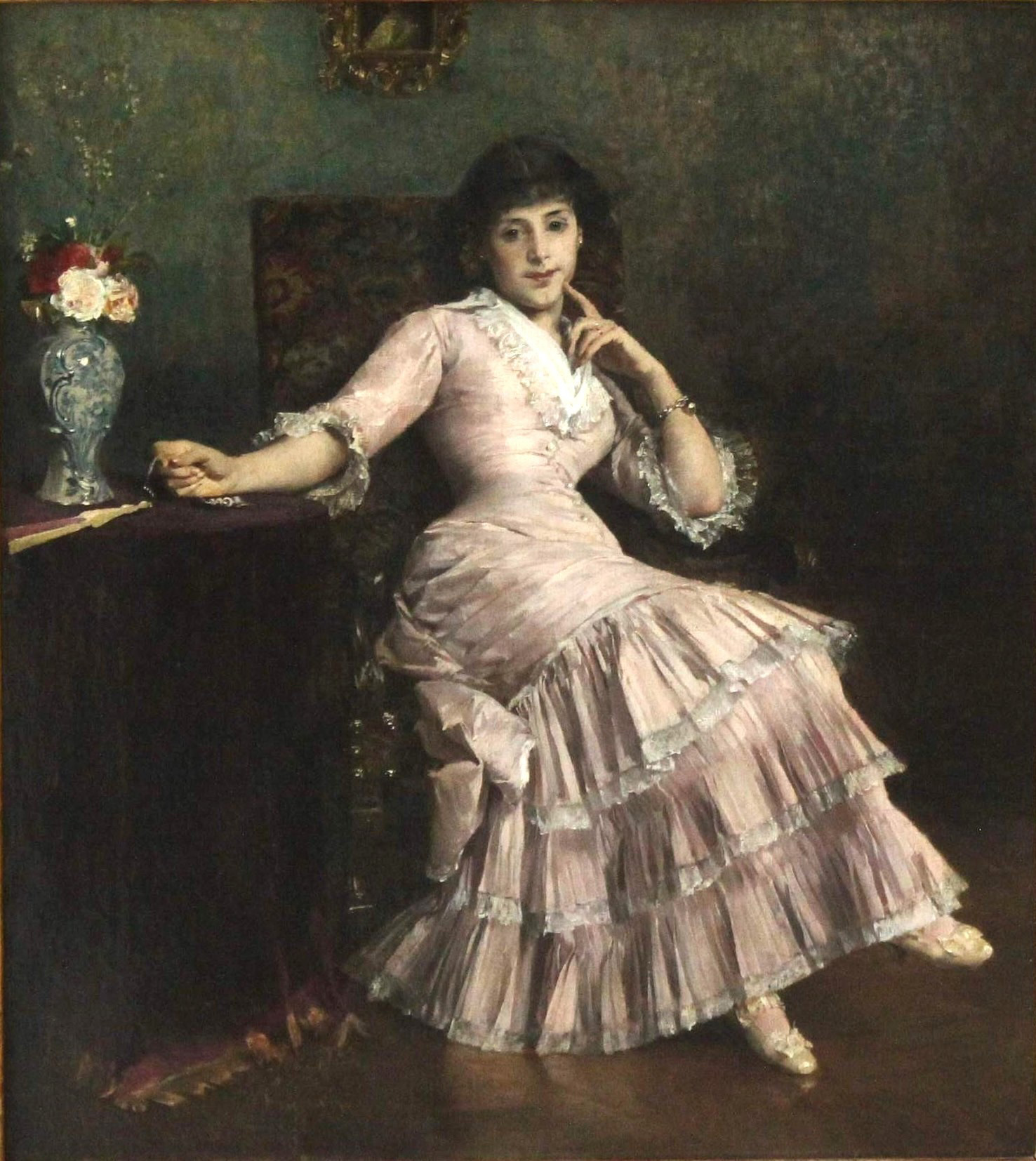
肖像画